# Рафаэль-Лара-Грахалес (муниципалитет)
Рафаэль-Лара-Грахалес (исп. Rafael Lara Grajales) — муниципалитет в Мексике, штат Пуэбла, с административным центром в одноимённом городе. Численность населения, по данным переписи 2010 года, составила 14 052 человека.

## Общие сведения
Название Rafael Lara Grajales было дано муниципалитету в честь мексиканского революционера Рафаэля Лары Грахалеса.
Площадь муниципалитета равна 15,3 км², что составляет менее 0,05 % от площади штата. Он граничит с другими муниципалитетами Пуэблы: на востоке с Сан-Хосе-Чьяпой, на юге с Масапильтепек-де-Хуаресом, и на западе и севере с Нопалуканом.

## Учреждение и состав
Муниципалитет был образован в 11 сентября 1936 года, в его состав входит 2 населённых пункта:
| Код INEGI | Населённый пункт                               | Численность населения (2005 год) | Численность населения (2010 год) |
| 117       | Всего                                          | 12 945                           | 14 052                           |
| 0001      | Рафаэль-Лара-Грахалес (административный центр) | 9 398                            | 10 054                           |
| 0003      | Махимо-Сердан (исп. Máximo Serdán)             | 3 547                            | 3 998                            |

## Экономическая деятельность
По статистическим данным 2010 года, работоспособное население занято по секторам экономики в следующих пропорциях: сельское хозяйство и скотоводство — 11,5 %, обрабатывающая и производственная промышленность — 46,5 %, сфера услуг и туризма — 41,4 %.

## Инфраструктура
По статистическим данным 2010 года, инфраструктура развита следующим образом:
- электрификация: 99,4 %;
- водоснабжение: 98,6 %;
- водоотведение: 98,4 %.

## Туризм
Основные достопримечательности:
- Церковь Святого Маркоса, находящаяся в недостроенном состоянии;
- Озеро Тесалука с многочисленными местными и перелётными птицами.